# Pretoriamyia somereni
Pretoriamyia somereni är en tvåvingeart som beskrevs av Fritz Isidore van Emden 1947. Pretoriamyia somereni ingår i släktet Pretoriamyia och familjen parasitflugor.
Artens utbredningsområde är Uganda. Inga underarter finns listade i Catalogue of Life.